# Fédération nationale de l'équipement et de l'environnement CGT
 (juin 2022).
Si vous disposez d'ouvrages ou d'articles de référence ou si vous connaissez des sites web de qualité traitant du thème abordé ici, merci de compléter l'article en donnant les références utiles à sa vérifiabilité et en les liant à la section « Notes et références ».
La Fédération nationale de l’Équipement et de l'Environnement CGT (FNEE-CGT) est la fédération professionnelle des personnels du Ministère de la Transition écologique et solidaire (MTES), du Ministère des Transports et du Ministère de la Cohésion des territoires (MCT) affiliée à la Confédération générale du travail. La Fédération a été créée sous sa forme actuelle en 1973, mais le premier syndicat du ministère de l'Équipement affilié à la CGT date de 1920.